# Prawo do powrotu
Prawo do powrotu (Nasza Księgarnia, 1975) – powieść fantastyczno-naukowa autorstwa Janusza A. Zajdla.
Wczesna powieść późniejszego współtwórcy polskiej fantastyki socjologicznej. Kryminał science-fiction, adresowany raczej do młodego czytelnika. W treść utworu wplecione są trzy opowiadania.
Autorzy Nowego słownika literatury dla dzieci i młodzieży oceniają, że autor „zadaje wiele pytań o rolę istot rozumnych, o rolę wiedzy i techniki”.
Książka była tłumaczona na czeski (Právo na návrat Praha: Svoboda, 1981) i niemiecki (Unterwegs zum Kalten Stern: Wissenschaftlich-phantastische Erzählung Berlin: Verlag Neues Leben, 1979).